# William Jones (matemàtic)
|  | Per a altres significats, vegeu «William Jones». |

William Jones   (Llanfihangel Tre'r Beirdd, 1675 - Londres, 1 de juliol de 1749) fou un matemàtic gal·lès. Degué gran part de la seva carrera al patronatge dels Bulkeley una família molt famosa del nord de Gal·les, i més tard al Comte de Macclesfield.
Jones, nascut en una família pagesa de Gal·les (el seu cognom és una aglicanització del cognom gaèlic Siôn), va estudiar a l'escola de LLanfechell i, en destacar en matemàtiques, va anar a Londres per a treballar de comptable en una firma de la City. A continuació va ser contractat com matemàtic abord, i va ensenyar matemàtiques a bord d'una nau entre 1695 i 1702. Després dels seus viatges esdevingué professor de matemàtiques a Londres. També va ensenyar a algunes oficines del govern.
Com a matemàtic, la seva contribució més prestigiosa ha estat la seva proposta d'usar el símbol π (la lletra grega pi) per a representar la ràtio de la circumferència d'un cercle al seu diàmetre. Fou un amic íntim d'Isaac Newton i d'Edmund Halley. El 1712, esdevingué un membre de la Royal Society, de la qual fou després vicepresident.
Jones va publicar Synopsis Palmariorum Matheseos el 1706, una obra que havia estat ideada per als principiants i que incloïa teoremes sobre càlcul diferencial i sèries infinites. L'art de navegació també era un dels seus temes de predilecció; el seu primer treball publicat va ser A New Compendium of the Whole Art of Navigation ("Un nou compendi sobre l'art complet de la navegació"). El 1731 va publicar Discourses of the Natural Philosophy of the Elements.
El seu fill, que també es deia William Jones, va ser un filòleg destacat que va descobrir el grup de llengües indoeuropees.